# Олешенка (приток Черёхи)
Олешенка — река в России, протекает по Псковскому району Псковской области. Длина реки — 14 км.
Начинается к югу от деревни Лекихино, течёт на северо-восток мимо деревень Лопатиха, Шунково, Велешово. Затем поворачивает на север, протекает через массив деревень Болдино, Осиновичи, Волково, Старина. Устье реки находится в 38 км по левому берегу реки Черёхи в селе Быстрецово.
Основной приток — Омшанка — впадает справа.

## Данные водного реестра
По данным государственного водного реестра России относится к Балтийскому бассейновому округу, водохозяйственный участок реки — Великая. Относится к речному бассейну реки Нарва (российская часть бассейна).
Код объекта в государственном водном реестре — 01030000212102000029355.